# Robert E. Ricklefs
Robert Eric Ricklefs és un ornitòleg i ecòleg nord-americà professor de biologia a la Universitat de Missouri, Sant Luis, Missouri, i investigador associat de l'Institut Smithsonian d'Investigació Tropical. Des de 2011 presideix la Societat Americana de Naturalistes.

## Biografia
Va néixer el 1943 a Sant Francisco, va obtenir el seu Bachelor of Science a la Universitat Stanford en 1963 i el seu doctorat a la Universitat de Pennsilvània l'any 1967.
Va realitzar la seva recerca postdoctoral a l'Institut Tropical de Recerca Smithsonian abans de treballar a la Universitat de Pennsilvània. L'any 1992 va rebre de la Unió Americana d'Ornitòlegs el premi «William Brewster Memorial», un dels més prestigiosos premis atorgats anualment, pel seu treball sobre ocells de l'hemisferi occidental. Entre els nombrosos premis rebuts per la seva trajectòria professional hi ha els de l'American Association for the Advancement of Science, de l'International Ornithological Committee o de l'International Biogeography Society. L'any 2015 va ser guardonat amb el Premi Ramon Margalef d'Ecologia de la Generalitat de Catalunya. Des de l'any 2004 és membre honorífic de la Societat Espanyola d'Ornitologia (SEO).
El treball científic de Ricklefs consisteix en una aproximació unificadora a l'ecologia, integrant la biologia evolutiva, la paleontologia i l'ecologia funcional per comprendre els patrons i processos de les comunitats, així com els mecanismes que controlen els canvis en la biodiversitat.
Específicament, va desafiar la creença que les interaccions locals controlen la diversitat d'espècies. De fet, va posar l'accent en el canvi mediambiental a llarg termini i escala regional, o canvi evolutiu, entre poblacions que interactuen. La seva recerca unificadora l'ha conduït a investigar més enllà dels límits tradicionals de l'ecologia per centrar-se en el procés d'envelliment a través de l'anàlisi genètica i la durada de la vida evolutiva.
El seu extens treball combina treball de camp amb fonaments teòrics que han canviat el paradigma de l'ecologia de la comunitat. La profunda petjada de Ricklefs en el pensament científic es recolza en més de 300 articles en diverses publicacions i en els seus quatre llibres, molt especialment els textos de referència Ecology i The Economy of Nature.

## Carrera
- Professor ajudant, Departament de Biologia, Universitat de Pennsilvània, 1968-1972
- Professor Associat, Departament de Biologia, Universitat de Pennsilvània, 1972-1978
- Professor, Departament de Biologia, Universitat de Pennsilvània, 1978-1995
- Professor, Departament de Biologia, Universitat de Missouri, 1995--